# Alexandria Ocasio-Cortez
Alexandria Ocasio-Cortez, nota anche semplicemente con le sue iniziali, AOC (/oʊˌkɑːsioʊ kɔːrˈtɛz/, pronuncia spagnola: [oˈkasjo koɾˈte*s]; New York, 13 ottobre 1989), è una politica statunitense, membro della Camera dei Rappresentanti per lo stato di New York dal 2019. Grazie alla vittoria a sorpresa contro Joseph Crowley alle primarie democratiche del 2018 nel quattordicesimo distretto di New York, è stata eletta al Congresso statunitense il 6 novembre 2018 al termine delle elezioni di metà mandato, diventando a 29 anni la donna più giovane eletta alla carica parlamentare nella storia statunitense.

## Biografia
Alexandria Ocasio-Cortez, detta Sandy, è nata nel borough del Bronx, figlia di Sergio Ocasio-Roman e Blanca Cortez, entrambi di origini portoricane. ll padre era un architetto nato nel Bronx da genitori ispanici, mentre la madre è nata sull'isola. Ha un fratello minore di nome Gabriel. Ocasio-Cortez fece i suoi studi liceali alla Yorktown High School, dove si distinse per avere vinto il secondo premio nella Intel International Science and Engineering Fair con un progetto di microbiologia; a seguito di questo riconoscimento, le fu dedicato un asteroide, 23238 Ocasio-Cortez.
Seguirono studi in economia e relazioni internazionali alla Boston University; a settembre 2008, appena prima di iniziare il secondo anno, perse il padre, affetto da cancro ai polmoni. Al decesso del genitore seguì una lunga battaglia legale per ereditare la proprietà della casa di famiglia, dal momento che questi era morto senza lasciare testamento. La giovane fu costretta ad aiutare la madre, la quale si era impiegata come autista di scuolabus, lavorando come barista e cameriera per evitare il pignoramento della loro abitazione.
Nel 2011 conobbe in università lo studente Riley Roberts, con il quale iniziò una relazione, e nello stesso anno conseguì la laurea con lode. Ritornata a New York separandosi anche dal compagno, fondò come startup una casa editrice chiamandola Brook Avenue Press, la quale avrebbe dovuto pubblicare libri per bambini a tematica sociale, che però fallì senza aver mai pubblicato un libro. Si impiegò quindi da barista e cameriera al noto Coffee Shop Bar di Union Square, facendo dei turni anche al vicino Flats Fix Taco y Tequila Bar, dei medesimi proprietari. Nel 2014 riprese a distanza la sua storia sentimentale, e iniziò ad appassionarsi in prima persona alla politica. Ocasio-Cortez ha partecipato alla dodicesima edizione di RuPaul's Drag Race come giudice ospite (2020).

## Carriera politica

### La candidatura al Congresso
Nell'elezione presidenziale del 2016, Ocasio-Cortez è stata un'organizzatrice nella campagna di Bernie Sanders, che aveva sfidato Hillary Clinton per la nomination del Partito Democratico.
Nel 2018, incoraggiata dal gruppo di Sanders, Ocasio-Cortez ha deciso di sfidare Joseph Crowley, parlamentare del quattordicesimo distretto di New York, per accedere al Congresso. Crowley, come Hillary Clinton, faceva parte del centro del Partito Democratico, mentre Sanders e Ocasio-Cortez si collocavano all'ala sinistra del partito, in quanto appartenenti all'organizzazione Democratic Socialists of America. Come aveva fatto Sanders nella sua corsa alla presidenza, Ocasio-Cortez ha deciso di rifiutare contributi di grosse aziende, ricevendo la stragrande maggioranza dei suoi fondi da piccoli sostenitori con piccole somme. In totale, ha speso 194.000 dollari per la sua campagna, mentre il suo avversario Crowley ha speso 3,4 milioni.

### La vittoria alle primarie
Nei 18 anni precedenti, nessuno sfidante aveva conteso a Crowley la candidatura sfidandolo nelle primarie. La ventottenne Ocasio-Cortez alla fine ha prevalso con il 57,13% dei voti. Si tratta di una vittoria clamorosa poiché Crowley, il numero 4 nella leadership democratica al Congresso, era il candidato dell'establishment e si ipotizzava che avesse buone possibilità di assumere il ruolo di Speaker della Camera dei rappresentanti. Crowley si è congratulato con la sua avversaria in modo singolare, dedicandole una canzone di Bruce Springsteen (Born to Run , nata per correre). L'avversario di Ocasio-Cortez alle elezioni di midterm del 6 novembre 2018 è stato Anthony Pappas.

### Alla Camera dei rappresentanti (dal 2018)
Una volta eletta, è l'esponente più popolare dell'ala sinistra del partito. Ha proposto, fra gli altri provvedimenti, il "Green New Deal", un piano con l'obiettivo di rendere l'economia statunitense "verde" per salvare il Paese dai cambiamenti climatici. Alle primarie democratiche in vista dell'elezioni presidenziali del 2020, appoggia con grande convinzione il senatore del Vermont Bernie Sanders, tuttavia dopo il suo ritiro e l'appoggio di Sanders al candidato vincitore Joe Biden, accetta di partecipare ai gruppi di lavoro sul programma dei democratici per la materia ambientale.

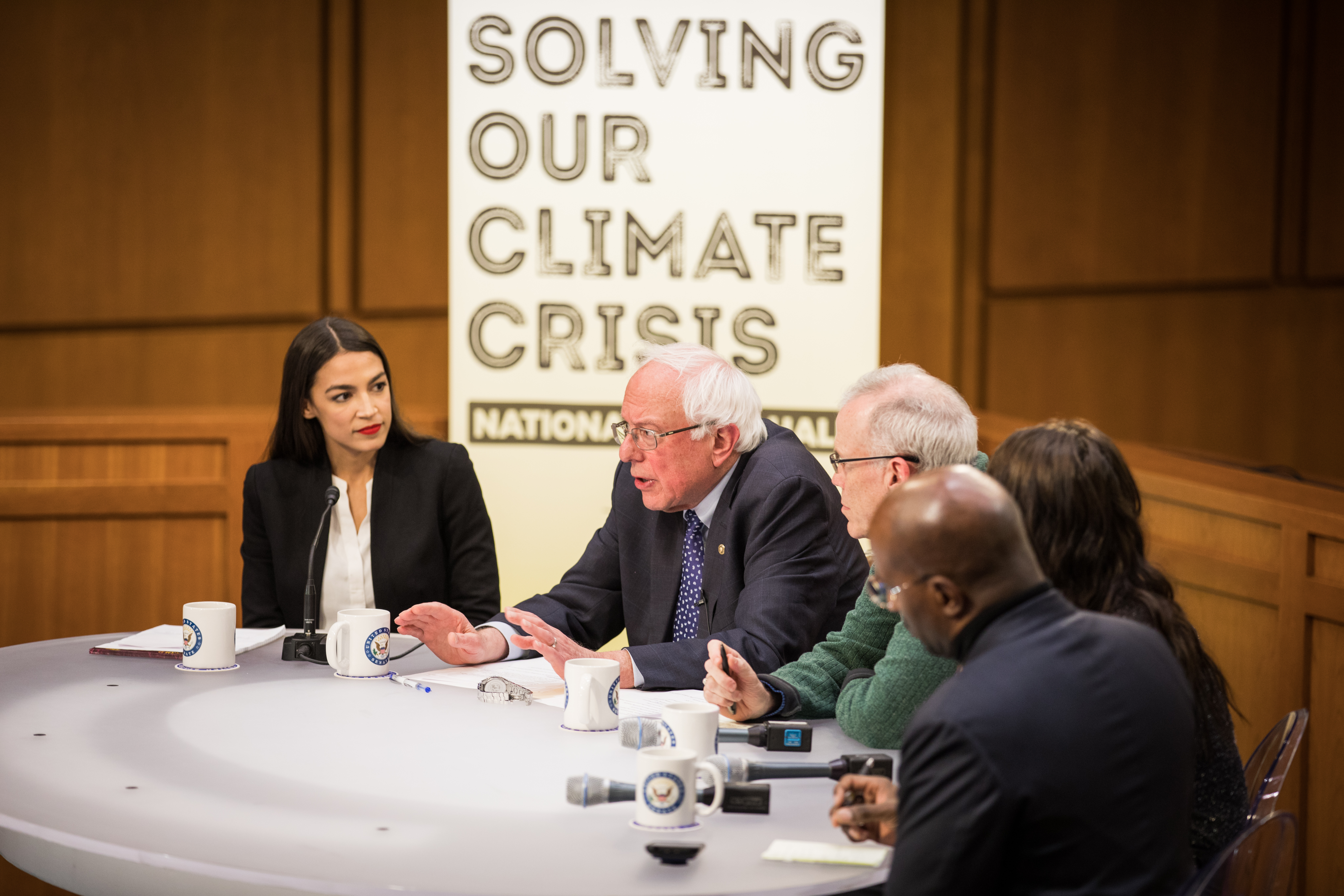
Ocasio-Cortez e il senatore Bernie Sanders nel dicembre 2018

Il 23 giugno 2020, Ocasio-Cortez vince nuovamente, con una larga maggioranza, le primarie del Partito Democratico del quattordicesimo distretto di New York in vista delle elezioni per il Congresso dello stesso anno.
Martedì 3 novembre, con già il 40% dei voti e solamente i due terzi dei voti conteggiati, Alexandria Ocasio-Cortez si conferma per il suo secondo mandato alla Camera dei rappresentanti degli Stati Uniti d'America, come rappresentante per il quattordicesimo distretto del Queens di New York. In totale, Ocasio-Cortez ha raccolto il 69% dei consensi.
Durante il suo mandato ha sostenuto l'utilizzo della PrEP come strategia per prevenire l'HIV ed ha utilizzato i poteri di inchiesta per indagare in merito alle aziende farmaceutiche, rilevando come le stesse avessero messo sul mercato statunitense i farmaci per la profilassi a prezzi più alti che all'estero.

## Ideologia
Ocasio-Cortez appoggia le idee socialiste di Bernie Sanders e dei DSA. È a favore di una sanità pubblica aperta a tutti (Medicare), della gratuità dell'università pubblica, dell'aumento del salario minimo orario a 15 dollari, dell'eliminazione delle prigioni a gestione privata e della regolamentazione della detenzione di armi da fuoco. Inoltre, caldeggia la possibilità di un iter che conduca alla cittadinanza per gli immigrati irregolari e l'abolizione della U.S. Immigration and Customs Enforcement (ICE), da lei considerata discriminatoria nei confronti degli immigrati. Ha anche proposto una tassa del 70% da applicare ai redditi superiori ai dieci milioni di dollari annui, e solo sulla quota eccedente rispetto alla soglia fissata, per finanziare politiche di riduzione dei gas serra. Una tassazione simile era in vigore negli anni '50, durante la presidenza di Dwight D. Eisenhower.
Insieme al senatore Ed Markey, Ocasio-Cortez ha presentato una risoluzione sul cosiddetto "Green New Deal", volto a stimolare lo sviluppo dell'economia verde e blu, la creazione di nuovi posti di lavoro e la riconversione dei lavoratori attualmente impiegati in settori non ecosostenibili. La prima proposta di legge sul "Green New Deal" depositata da Ocasio-Cortez, tuttavia, non ha avuto successo ed è stata respinta dal Senato il 26 marzo 2019 in un voto procedurale preliminare con una netta maggioranza di 57 voti contrari (compresi alcuni senatori democratici) e nessun favorevole, mentre 43 senatori democratici si sono astenuti.

## Vita privata
Dopo la morte del padre di Ocasio-Cortez nel 2008, sua madre e sua nonna si sono trasferite in Florida a causa di difficoltà finanziarie. Ha ancora famiglia a Porto Rico, dove suo nonno viveva in una casa di cura prima di morire all'indomani dell'uragano Maria. Ocasio-Cortez disse che «essere portoricano significa essere il discendente di... mori africani e schiavi, nativi americani Taino, colonizzatori spagnoli, rifugiati ebrei e probabilmente altri. Siamo tutte queste cose e qualcos'altro tutto in una volta. Siamo Boricu.»
Ocasio-Cortez è cattolica romana. Ha discusso della sua fede cattolica e dell'impatto sulla sua vita in un articolo che ha scritto per America, la rivista dell'ordine dei gesuiti negli Stati Uniti d'America. In una celebrazione di Hanukkah del dicembre 2018 a New York, ha detto di avere alcune origini ebraiche sefardite.
Durante la campagna elettorale del 2018, Ocasio-Cortez risiedeva a Parkchester, nel Bronx, con il suo compagno, lo sviluppatore web Riley Roberts. Dopo vari anni insieme, si sono ufficialmente fidanzati nell'aprile 2022 a Portorico.
Il Center for Responsive Politics, analizzando i moduli di divulgazione finanziaria, ha classificato Ocasio-Cortez come uno dei membri meno ricchi del 116º Congresso, con un patrimonio netto massimo di 30.000 dollari.

## Nella cultura di massa
- Il personaggio Anabela Ysidro-Campos della serie televisiva Space Force è esplicitamente ispirato a Ocasio-Cortez.[33]
- Il personaggio Victoria Neuman della serie televisiva The Boys si ispira vagamente a Ocasio-Cortez.[34]